# ミャンマー・アリン
ミャンマー・アリン （ビルマ語: မြန်မာ့အလင်း、Myanmar Alin、Myanmar Ahlin、またはMyanma Ahlin） は、ミャンマー・ヤンゴンの国営ビルマ語日刊新聞。1914年に創刊されたミャンマーで最も歴史の長い新聞。チェーモン紙とともに国営ビルマ語新聞の一つでミャンマー政府情報省発行。公称220,000部売上。記事は政府のプロパガンダとしての要素が強い傾向にある。

## 歴史
ミャンマー・アリン紙（ビルマ・アリン）は、1914年イギリス植民地時代にヤンゴンで雑誌として創刊された。この雑誌は第二次世界大戦まで反植民地主義の立場をとることで知られていた。1962年国軍クーデターにより政権を掌握したネ・ウィンは国内メディア各社を解散。1969年にミャンマー・アリン紙は国有化された。当時、他にボタタウン（The Botataung）、チェーモンなどもビルマ語国営紙として存続することになったが、その後、軍事政権は全国紙への統制を強め、ミャンマー・アリン（ビルマ・アリン）とチェーモンの2紙に縮小した。（ヤダナボン紙はマンダレーの地方紙として存続。）同紙は一時、ロウターピィートゥーネジン（The Working People's Daily）と改称されるが、1993年4月名称を再びミャンマー・アリンに改称した。

## 内容
すべてのミャンマーの新聞の一面と最終面は政府関連ニュース、プロパガンダが掲載される。ほとんどの国内ニュースは政府のニュースエージェンシーであるミャンマーニュースエージェンシー（MNA）が提供する。海外事情に関しては、通常1日、もしくは2日ほど遅れて報道される。